# Bener Kelipah Utara
Bener Kelipah Utara is een bestuurslaag in het regentschap Bener Meriah van de provincie Atjeh, Indonesië. Bener Kelipah Utara telt 743 inwoners (volkstelling 2010).